# تشانغوون
تشانغوون أو جانغوان هي إحدى مدن كوريا الجنوبية، وهي عاصمة مقاطعة غيونغسانغ الجنوبية.

## المناخ
يظهر الجدول التالي التغييرات المناخية على مدار السنة لتشانغوون:
| البيانات المناخية لـتشانغوون                                                  | البيانات المناخية لـتشانغوون | البيانات المناخية لـتشانغوون | البيانات المناخية لـتشانغوون | البيانات المناخية لـتشانغوون | البيانات المناخية لـتشانغوون | البيانات المناخية لـتشانغوون | البيانات المناخية لـتشانغوون | البيانات المناخية لـتشانغوون | البيانات المناخية لـتشانغوون | البيانات المناخية لـتشانغوون | البيانات المناخية لـتشانغوون | البيانات المناخية لـتشانغوون | البيانات المناخية لـتشانغوون |
| الشهر                                                                         | يناير                        | فبراير                       | مارس                         | أبريل                        | مايو                         | يونيو                        | يوليو                        | أغسطس                        | سبتمبر                       | أكتوبر                       | نوفمبر                       | ديسمبر                       | المعدل السنوي                |
| ----------------------------------------------------------------------------- | ---------------------------- | ---------------------------- | ---------------------------- | ---------------------------- | ---------------------------- | ---------------------------- | ---------------------------- | ---------------------------- | ---------------------------- | ---------------------------- | ---------------------------- | ---------------------------- | ---------------------------- |
| الدرجة القصوى °م (°ف)                                                         | 17.9 (64.2)                  | 20.0 (68.0)                  | 23.9 (75.0)                  | 30.0 (86.0)                  | 33.6 (92.5)                  | 33.2 (91.8)                  | 39.0 (102.2)                 | 37.1 (98.8)                  | 35.4 (95.7)                  | 29.8 (85.6)                  | 24.8 (76.6)                  | 20.9 (69.6)                  | 39.0 (102.2)                 |
| متوسط درجة الحرارة الكبرى °م (°ف)                                             | 7.3 (45.1)                   | 9.6 (49.3)                   | 13.6 (56.5)                  | 19.3 (66.7)                  | 23.2 (73.8)                  | 25.9 (78.6)                  | 28.8 (83.8)                  | 30.2 (86.4)                  | 27.0 (80.6)                  | 22.3 (72.1)                  | 15.9 (60.6)                  | 10.3 (50.5)                  | 19.4 (66.9)                  |
| المتوسط اليومي °م (°ف)                                                        | 2.8 (37.0)                   | 4.7 (40.5)                   | 8.7 (47.7)                   | 14.1 (57.4)                  | 18.4 (65.1)                  | 21.7 (71.1)                  | 25.2 (77.4)                  | 26.5 (79.7)                  | 22.8 (73.0)                  | 17.4 (63.3)                  | 11.0 (51.8)                  | 5.4 (41.7)                   | 14.9 (58.8)                  |
| متوسط درجة الحرارة الصغرى °م (°ف)                                             | −1.0 (30.2)                  | 0.5 (32.9)                   | 4.5 (40.1)                   | 9.7 (49.5)                   | 14.3 (57.7)                  | 18.5 (65.3)                  | 22.7 (72.9)                  | 23.6 (74.5)                  | 19.4 (66.9)                  | 13.2 (55.8)                  | 6.8 (44.2)                   | 1.3 (34.3)                   | 11.1 (52.0)                  |
| أدنى درجة حرارة °م (°ف)                                                       | −13.1 (8.4)                  | −11.3 (11.7)                 | −5.8 (21.6)                  | 0.0 (32.0)                   | 6.9 (44.4)                   | 10.9 (51.6)                  | 15.9 (60.6)                  | 17.9 (64.2)                  | 10.9 (51.6)                  | 2.7 (36.9)                   | −3.2 (26.2)                  | −10.1 (13.8)                 | −13.1 (8.4)                  |
| الهطول مم (إنش)                                                               | 36.9 (1.45)                  | 45.3 (1.78)                  | 74.3 (2.93)                  | 129.9 (5.11)                 | 142.2 (5.60)                 | 232.3 (9.15)                 | 293.8 (11.57)                | 299.0 (11.77)                | 167.3 (6.59)                 | 50.2 (1.98)                  | 52.2 (2.06)                  | 22.0 (0.87)                  | 1٬545٫4 (60.84)              |
| متوسط أيام هطول الأمطار (≥ 0.1 mm)                                            | 5.1                          | 4.6                          | 7.4                          | 8.0                          | 9.3                          | 10.4                         | 13.9                         | 12.2                         | 8.5                          | 4.2                          | 5.1                          | 3.5                          | 92.2                         |
| متوسط الأيام المثلجة                                                          | 2.5                          | 1.7                          | 0.6                          | 0.0                          | 0.0                          | 0.0                          | 0.0                          | 0.0                          | 0.0                          | 0.0                          | 0.2                          | 1.1                          | 6.0                          |
| متوسط الرطوبة النسبية (%)                                                     | 50.8                         | 51.8                         | 56.8                         | 60.9                         | 67.7                         | 75.5                         | 80.2                         | 76.5                         | 70.7                         | 62.3                         | 58.3                         | 53.4                         | 63.8                         |
| ساعات سطوع الشمس الشهرية                                                      | 179.7                        | 183.6                        | 190.5                        | 209.2                        | 205.5                        | 160.4                        | 136.9                        | 159.4                        | 158.0                        | 205.5                        | 179.6                        | 176.7                        | 2٬145                        |
| نسبة وصول أشعة الشمس                                                          | 57.5                         | 59.6                         | 51.4                         | 53.3                         | 47.3                         | 36.9                         | 30.9                         | 38.2                         | 42.4                         | 58.6                         | 57.9                         | 57.9                         | 48.2                         |
| المصدر: Korea Meteorological Administration (percent sunshine and snowy days) |                              |                              |                              |                              |                              |                              |                              |                              |                              |                              |                              |                              |                              |

## توأمة
لتشانغوون اتفاقيات توأمة مع كل من:
- سابوبان
- ياكوتسك
- هيميجي

## أعلام
- جونغ هي سونغ
- بارك جو سونغ
- باك جن يونغ
- إن
- كيم جونغ يانغ

## وصلات خارجية
- الموقع الإلكتروني لحكومة المدينة نسخة محفوظة 8 ديسمبر 2006 على موقع واي باك مشين.